# Gare centrale de Zurich
La gare centrale de Zurich (officiel Zurich gare centrale ou Zürich HB ou Zürich Hauptbahnhof en allemand) est la plus grande gare de Suisse. C’est un nœud ferroviaire important des CFF ainsi que pour les pays limitrophes (Allemagne, Italie, France, Autriche). En tant que terminus de la première ligne ferroviaire suisse, le Schweizerische Nordbahn ouvert en 1847, la gare centrale de Zurich est l'une des plus anciennes gares suisses. La station se compose d'un terminus en surface, d'un terminus souterrain et de deux stations de passage souterraines pour le RER.

## Description
La gare centrale de Zurich comporte un bâtiment monumental hébergeant plusieurs niveaux de voies et de commerces. Le hall de la gare est décoré d’œuvres d'art dues à des artistes majeurs, comme Mario Merz et Niki de Saint Phalle.

### Données techniques

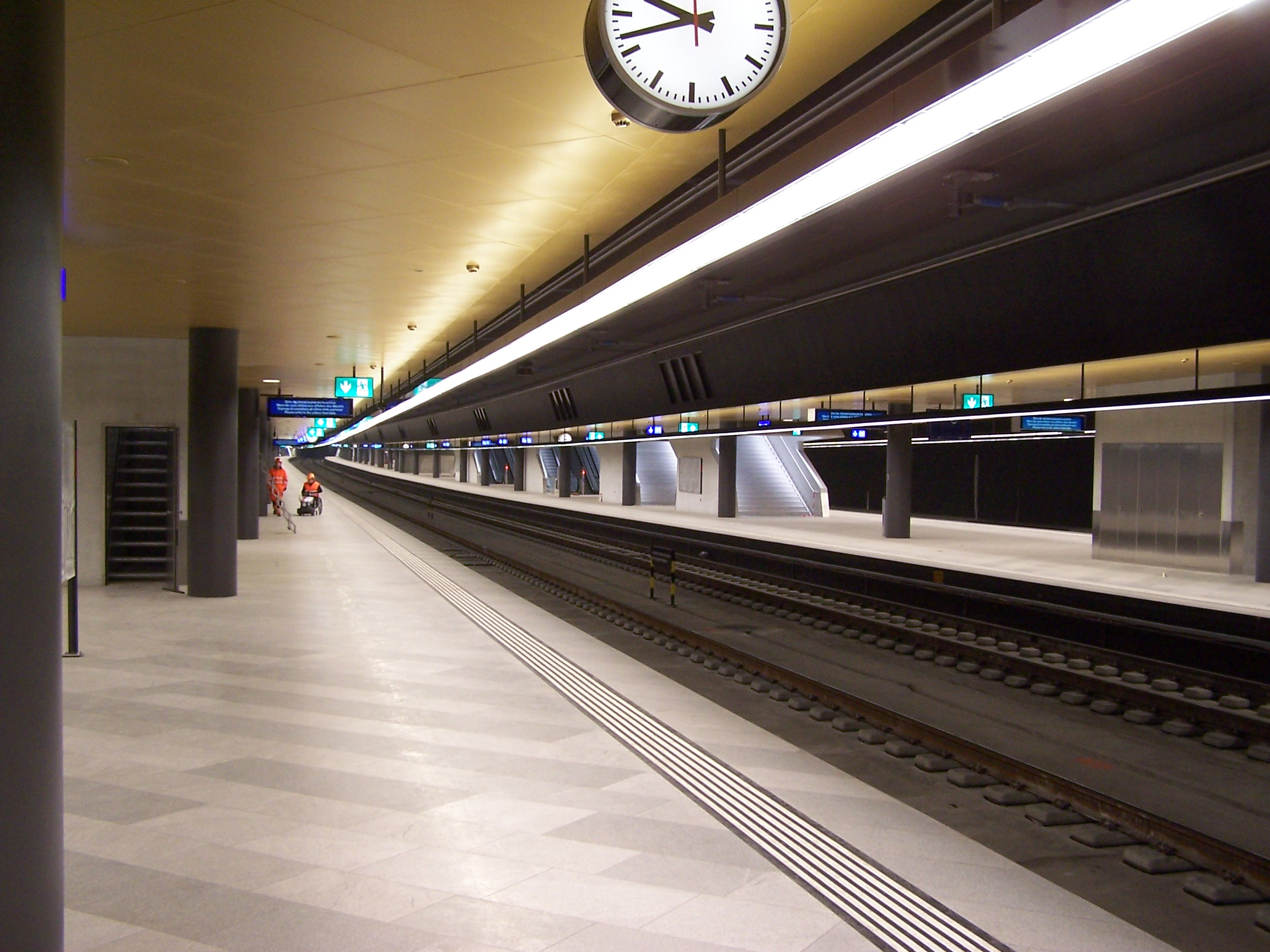
Gare souterraine Löwenstrasse (mars 2014).

Cette gare longtemps en cul-de-sac a été successivement dotée de deux gares de passage souterraines en 1990 puis en 2014.
En 2020, la gare comporte 16 voies de surface en cul-de-sac (numéros 3-18), desservies majoritairement par les grandes lignes nationales et internationales avec les lignes EuroCity, Cisalpino, TGV et ICE (InterCityExpress).
La première gare de passage souterraine « Museumstrasse » (actuellement voies 41-44) a été ouverte en 1990 pour la mise en service du RER zurichois. Elle est située sur une première ligne diamétrale qui va de la gare centrale de Zurich à la gare de Stadelhofen via le Hirschengrabentunnel, puis à la gare de Stettbach via le tunnel du Zürichberg.
Depuis 1990, également dans le cadre de l'ouverture du RER zurichois, la ligne de la vallée de la Sihl (exploitée par la SZU) dispose à la gare centrale de Zurich d'un terminus souterrain (voie actuelles 21-22).
La seconde gare de passage souterraine « Löwenstrasse » (voies 31-34), qui fait partie de la deuxième ligne diamétrale du RER zurichois, a été en construction de 2007 à sa mise en service le 15 juin 2014. Elle a permis en premier temps d'étoffer l'offre des RER zurichois. Depuis décembre 2015 le tunnel est aussi utilisé par les trains Intercity. Cette gare se situe sous les voies 4 à 9 à une profondeur de 16 m. Les coûts de la construction de la gare et du Weinbergtunnel, long de 4,8 km, sont estimés à 2,031 milliards de Francs.
En 2018, la gare centrale de Zurich a compté 471 300 passagers quotidiens les jours ouvrés. Quotidiennement, elle est également le siège de 2 915 mouvements de train (dont 884 de grandes lignes) et plus de 5000 mouvements de manœuvres, ce qui fait d'elle l'une des plus importantes du monde, et la première gare terminus d'Europe pour ce qui est du nombre de trains par jour.[réf. nécessaire]

### Correspondances
- S-Bahn (RER Zurichois)
- Trains SZU (en sous-sol de la gare)
- Réseau de transports urbains des VBZ avec tramways, trolleybus et autobus (tout autour de la gare)

## Autres gares de Zurich
- Zurich Hardbrücke
- Zurich Oerlikon

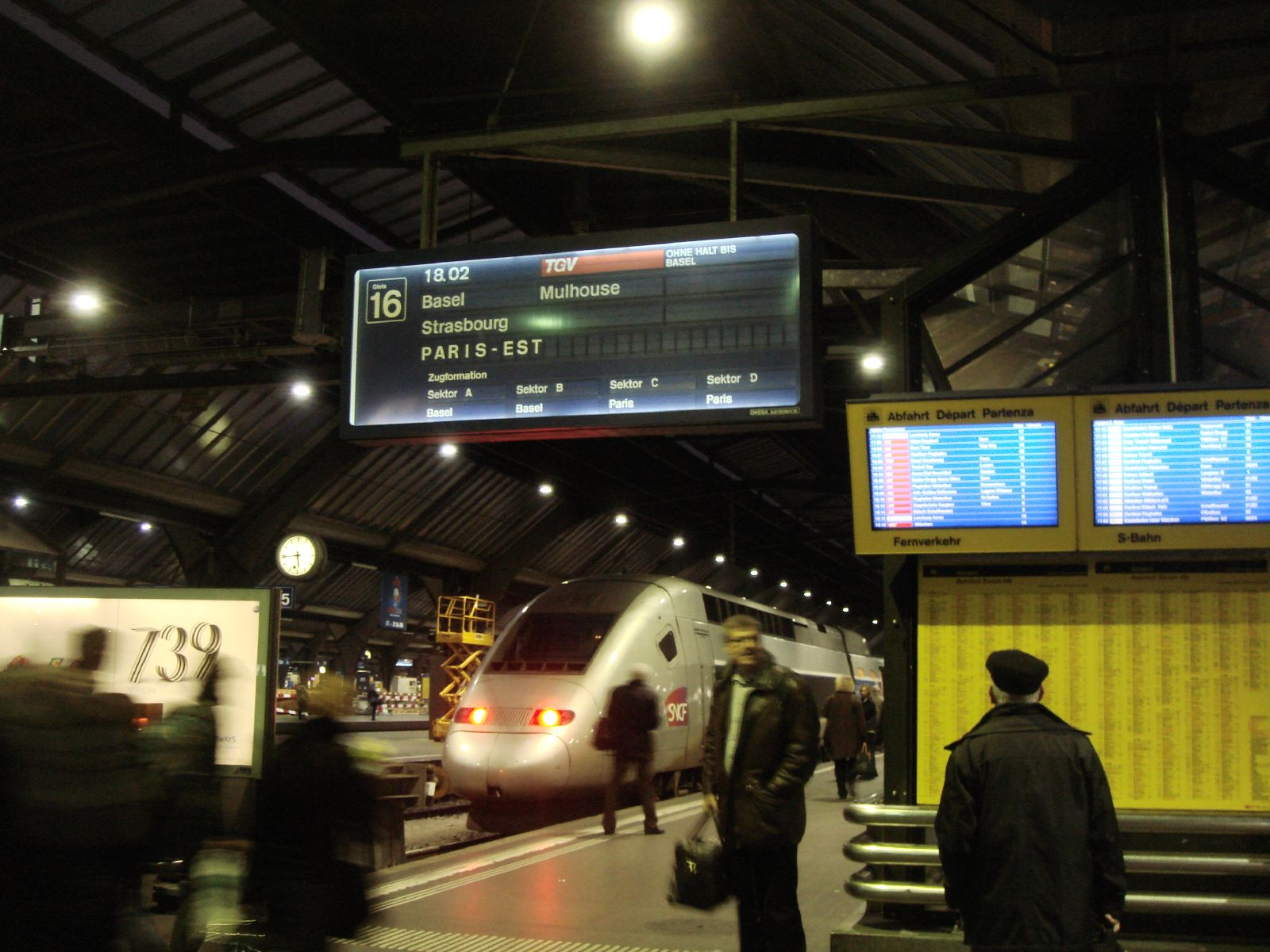
Un TGV POS arrêté en gare centrale de Zurich.

- Zurich Aéroport (Zurich-Flughafen)
- Zurich Altstetten
- Zurich Wiedikon
- Zurich Enge
- Zurich Wollishofen
- Zurich Stadelhofen
- Zurich Selnau
- Zurich Binz
- Zurich Saalsporthalle
- Zurich Wipkingen
- Zurich Stettbach
- Zurich Affoltern
- Zurich Seebach

## Historique

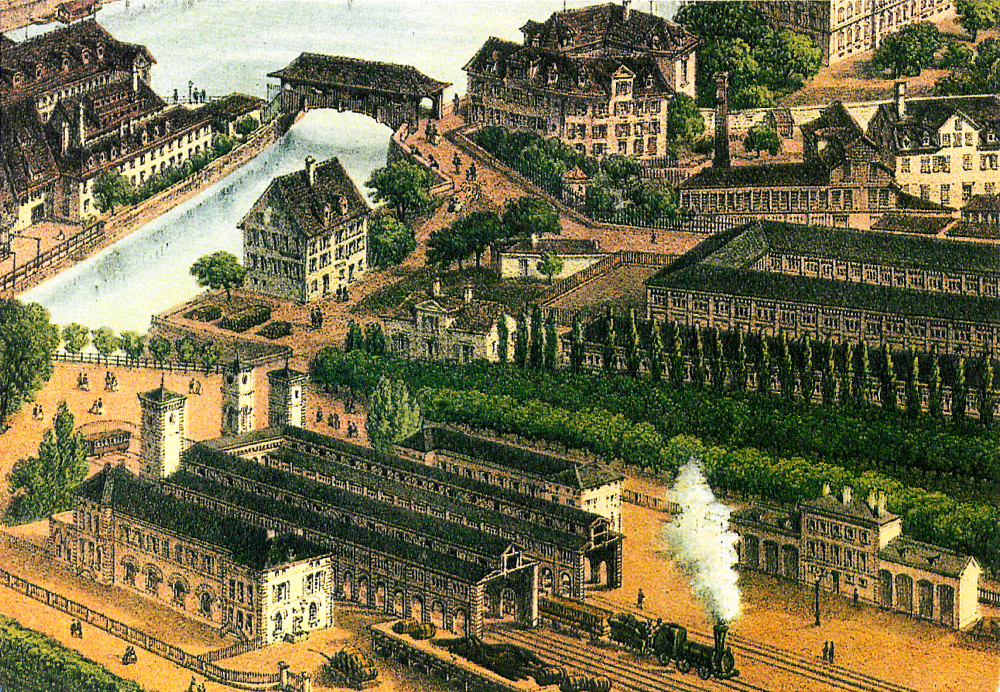
La gare centrale de Zurich vers 1850.

Plan de rénovation de la gare vers 1865.

- En 1847, mise en service de la première gare de la ville, appelée simplement Bahnhof Zürich par l'architecte Gustav Albert Wegmann pour être le terminus de la ligne Schweizerische Nordbahn qui part de Bâle.
- En 1865-1871, pour répondre aux besoins toujours croissants du trafic, l'architecte Jakob Friedrich Wanner élève le bâtiment actuel, imposante structure en halle sans supports intermédiaires (raccourcie de deux travées en 1929). La façade principale est ornée dans le goût Renaissance, avec une série d'arcades que surmontent deux fenêtres de thermes. L'avant-corps central, évoquant un arc de triomphe, joue un rôle important pour l'image de la Bahnhofstrasse, l'une des plus importantes artères commerciales de la ville[6].
- En 1902, quatre quais supplémentaires sont ajoutés dans l'aile Nord de la gare, accompagnés d'un restaurant et d'une poste.
- En 1933, le hall principal est doté de sa toiture de fer et de verre.
- Le 02/06/1957, création du Trans-Europ-Express (TEE) "L'Arbalète" entre Paris-Est et Zurich-HB via Troyes, Mulhouse et Bâle, assuré avec du matériel RGP1 TEE X 2770 de la SNCF.
- Le 02/06/1957, création du TEE "Helvetia" entre Hambourg-Altona et Zurich-HB via Bâle.
- Le 01/07/1961, création du TEE "Gottardo" entre Zurich et Milan.
- Le 02/08/1964, le TEE "L'Arbalète" voit son matériel RGP1 TEE X 2770 de la SNCF remplacé par une rame diesel hollando-suisse (CFF/NS).
- En 1966, mise en service du nouveau poste de commandes de la gare, ultra-moderne pour l'époque.
- Le 23/09/1969, le TEE "L'Arbalète" voit son matériel hollando-suisse (CFF/NS) remplacé par une rame tractée composée de voiture ex-Mistral 69 avec une locomotive CC 72000 de la SNCF de Paris-Est à Bâle.
- Le 28/09/1969, création du TEE "Bavaria" entre Zurich et Munich.
- Le 26/05/1974, création du TEE "Iris" entre Bruxelles-Midi et Zurich via Luxembourg, Strasbourg, Mulhouse et Bâle.

- Le 21/05/1977, dernier jour de circulation du TEE "Bavaria" entre Zurich et Munich.
- Le 26/05/1979, dernier jour de circulation du TEE "L'Arbalète" entre Paris-Est et Zurich via Bâle.
- Le 26/05/1979, dernier jour de circulation du TEE "Helvetia" entre Hambourg-Altona et Zurich via Bâle.
- Le 30/05/1981, dernier jour de circulation du TEE "Iris" entre Bruxelles-Midi et Zurich via Luxembourg, Strasbourg, Mulhouse et Bale, remplacé le lendemain par un train EC comportant les 2 classes.
- En 1987-1992, création des commerces en passage souterrain par Trix et Robert Robert Haussmann/Hansruedi Stierli[6].
- Le 24/09/1988, dernier jour de circulation du TEE "Gottardo" entre Zurich et Milan.
- Jusqu'en 1991, la gare se terminait sur un cul-de-sac, les trains devant repartir en sens inverse. Depuis, un tunnel a été percé, permettant aux trains de continuer jusqu'à la gare de Zurich Stadelhofen. Originellement uniquement utilisé par le réseau de S-Bahn de la ville, ce tunnel a depuis été ouvert également à des lignes InterCityExpress.

### Œuvres d'art
L'Œuf philosophique de Mario Merz (1992), grande spirale de néon rose dans le hall central de la gare, accompagnée, sur la verrière, d'oiseaux et d'un cerf en polystyrène expansé marqués de chiffres en néon bleu (1, 1, 2, 8, 21, 55). Ces chiffres font allusion à la Suite de Fibonacci. Celle-ci tire son nom de Leonardo Fibonacci, mathématicien du XIIIe siècle, dont le système, aujourd'hui encore, trouve de nombreuses applications, de la poésie aux algorithmes utilisés pour la compression des données numériques.
L'Ange Protecteur de Niki de Saint Phalle (1997), sculpture multicolore de plus de 11 mètres et pesant plus d'une tonne, suspendue dans le hall central de la gare.

## Dessertes

### Dessertes internationales
| Origine                                                                         | Arrêt précédent | Train | Train     | Train | Arrêt suivant       | Destination                                                                       |
| ------------------------------------------------------------------------------- | --------------- | ----- | --------- | ----- | ------------------- | --------------------------------------------------------------------------------- |
| Hambourg-Altona Gare centrale de Kiel ou Gare centrale de Francfort-sur-le-Main | Bâle CFF        |       | ICE       |       | Terminus ou Sargans | Terminus ou Coire                                                                 |
| Gare centrale de Berlin                                                         | Bâle CFF        |       | NJ        |       | Terminus            | Terminus                                                                          |
| Terminus                                                                        | Terminus        |       | NJ        |       | Sargans             | Gare centrale de Graz ou Gare centrale de Vienne                                  |
| Terminus                                                                        | Terminus        |       | EN        |       | Sargans             | Gare de Belgrade Centre ou Budapest-Keleti ou Prague                              |
| Paris-Gare-de-Lyon                                                              | Bâle CFF        |       | TGV Lyria |       | Terminus            | Terminus                                                                          |
| Gare centrale de Hambourg                                                       | Bâle CFF        |       | EC        |       | Terminus            | Terminus                                                                          |
| Terminus                                                                        | Terminus        |       | EC        |       | Zoug                | Milan-Centrale ou Venise-Santa-Lucia ou Bologne-Centrale ou Gênes-Piazza-Principe |
| Terminus                                                                        | Terminus        |       | EC        |       | Zurich Aéroport     | Gare centrale de Munich                                                           |
| Terminus                                                                        | Terminus        |       | EC        |       | Sargans             | Gare centrale de Graz                                                             |
| Terminus                                                                        | Terminus        |       | RJX       |       | Sargans             | Gare centrale de Vienne ou Bratislava ou Budapest-Keleti                          |
| Terminus                                                                        | Terminus        |       | IC        |       | Schaffhouse         | Gare centrale de Stuttgart                                                        |

### Dessertes nationales
| Origine                     | Arrêt précédent | Train | Train | Train | Arrêt suivant               | Destination            |
| --------------------------- | --------------- | ----- | ----- | ----- | --------------------------- | ---------------------- |
| Genève-Aéroport ou Lausanne | Olten/Aarau     |       | IC    |       | Zurich Aéroport ou Terminus | Saint-Gall ou Terminus |
| Bâle CFF                    | Bâle CFF        |       | IC    |       | Sargans                     | Coire                  |
| Terminus                    | Terminus        |       | IC    |       | Zoug                        | Lugano                 |
| Genève-Aéroport             | Berne           |       | IC    |       | Zurich Aéroport             | Saint-Gall             |
| Bâle CFF                    | Bâle CFF        |       | IC    |       | Terminus                    | Terminus               |
| Romanshorn                  | Zurich Aéroport |       | IC    |       | Berne                       | Brigue                 |
| Schaffhouse                 | Schaffhouse     |       | IC    |       | Terminus                    | Terminus               |
| Constance                   | Zurich Aéroport |       | IR    |       | Terminus                    | Terminus               |
| Terminus                    | Terminus        |       | IR    |       | Baden                       | Berne                  |
| Bâle CFF via Liestal        | Lenzburg        |       | IR    |       | Zurich Aéroport             | Saint-Gall             |
| Bâle CFF via Rheinfelden    | Baden           |       | IR    |       | Zurich-Oerlikon             | Zurich Aéroport        |
| Zurich Aéroport             | Zurich Aéroport |       | IR    |       | Zoug                        | Lucerne                |
| Terminus                    | Terminus        |       | IR    |       | Zoug                        | Lucerne                |
| Terminus                    | Terminus        |       | IR    |       | Zoug                        | Erstfeld               |
| Aarau                       | Lenzburg        |       | RE    |       | Terminus                    | Terminus               |
| Schaffhouse                 | Zurich-Oerlikon |       | RE    |       | Terminus                    | Terminus               |
| Terminus                    | Terminus        |       | RE    |       | Pfäffikon SZ                | Schwanden ou Linthal   |

### S-Bahn Zurich
| Origine                       | Arrêt précédent   | Train | Train | Train | Arrêt suivant      | Destination                   |
| ----------------------------- | ----------------- | ----- | ----- | ----- | ------------------ | ----------------------------- |
| Effretikon                    | Zurich-Wipkingen  |       | S     |       | Zurich-Wiedikon    | Ziegelbrücke                  |
| Aarau                         | Zurich-Hardbrücke |       | S     |       | Zurich-Stadelhofen | Wetzikon                      |
| Terminus                      | Terminus          |       | S     |       | Zurich-Selnau      | Sihlwald                      |
| Niederweningen ou Rafz        | Zurich-Hardbrücke |       | S     |       | Zurich-Stadelhofen | Pfäffikon SZ                  |
| Baden ou Otelfingen           | Zurich-Hardbrücke |       | S     |       | Zurich-Stadelhofen | Uetikon                       |
| Winterthour HBF               | Zurich-Hardbrücke |       | S     |       | Zurich-Stadelhofen | Rapperswil                    |
| Weinfelden ou Winterthour HBF | Zurich-Wipkingen  |       | S     |       | Zurich-Wiedikon    | Pfäffikon SZ                  |
| Zoug                          | Zurich-Hardbrücke |       | S     |       | Zurich-Stadelhofen | Uster                         |
| Terminus                      | Terminus          |       | S     |       | Zurich-Selnau      | Weinfelden ou Winterthour HBF |
| Brugg                         | Zurich-Hardbrücke |       | S     |       | Zurich-Stadelhofen | Seuzach ou Seen               |